# Валфурва
Валфурва (итал. Valfurva) је насеље у Италији у округу Сондрио, региону Ломбардија.
Према процени из 2011. у насељу је живело 1546 становника. Насеље се налази на надморској висини од 1330 м.

## Становништво
| 1931. | 1936. | 1951. | 1961. | 1971. | 1981. | 1991. | 2001. | 2011. |
| ----- | ----- | ----- | ----- | ----- | ----- | ----- | ----- | ----- |
| 1.944 | 2.006 | 2.128 | 2.343 | 2.548 | 2.768 | 2.777 | 2.742 | 2.703 |